# Parasaurolophini
I Parasaurolophini sono una tribù estinta di dinosauri hadrosauridi lambeosaurini vissuti nel Cretaceo superiore, circa 78–66 (Campaniano-Maastrichtiano), originari dell'Asia e del Nord America. Viene definito come tutti i generi lambeosaurini che si avvicinano di più a Parasaurolophus walkeri che a Lambeosaurus lambei. Attualmente questa tribù contiene Adelolophus (dallo Utah), forse Angulomastacator (dal Texas), Charonosaurus (dalla Cina), Parasaurolophus (dallo Utah, Nuovo Messico, Cina e Alberta) e Tlatolophus (dal Messico).